# Nischni Tagil
Nischni Tagil (russisch Ни́жний Таги́л, wissenschaftliche Transliteration Nižnij Tagil); bis 1919 Nischnetagilski Sawod /Нижнетагильский Завод (Nižnij = russisch für „Nieder-“, „Unter-“; Tagil = mansisch für „viel Wasser“ nach dem Flussnamen) ist eine Stadt in Russland mit 361.811 Einwohnern (Stand 14. Oktober 2010). Sie liegt in der Oblast Swerdlowsk am Fluss Tagil im mittleren Ural nördlich von Jekaterinburg.

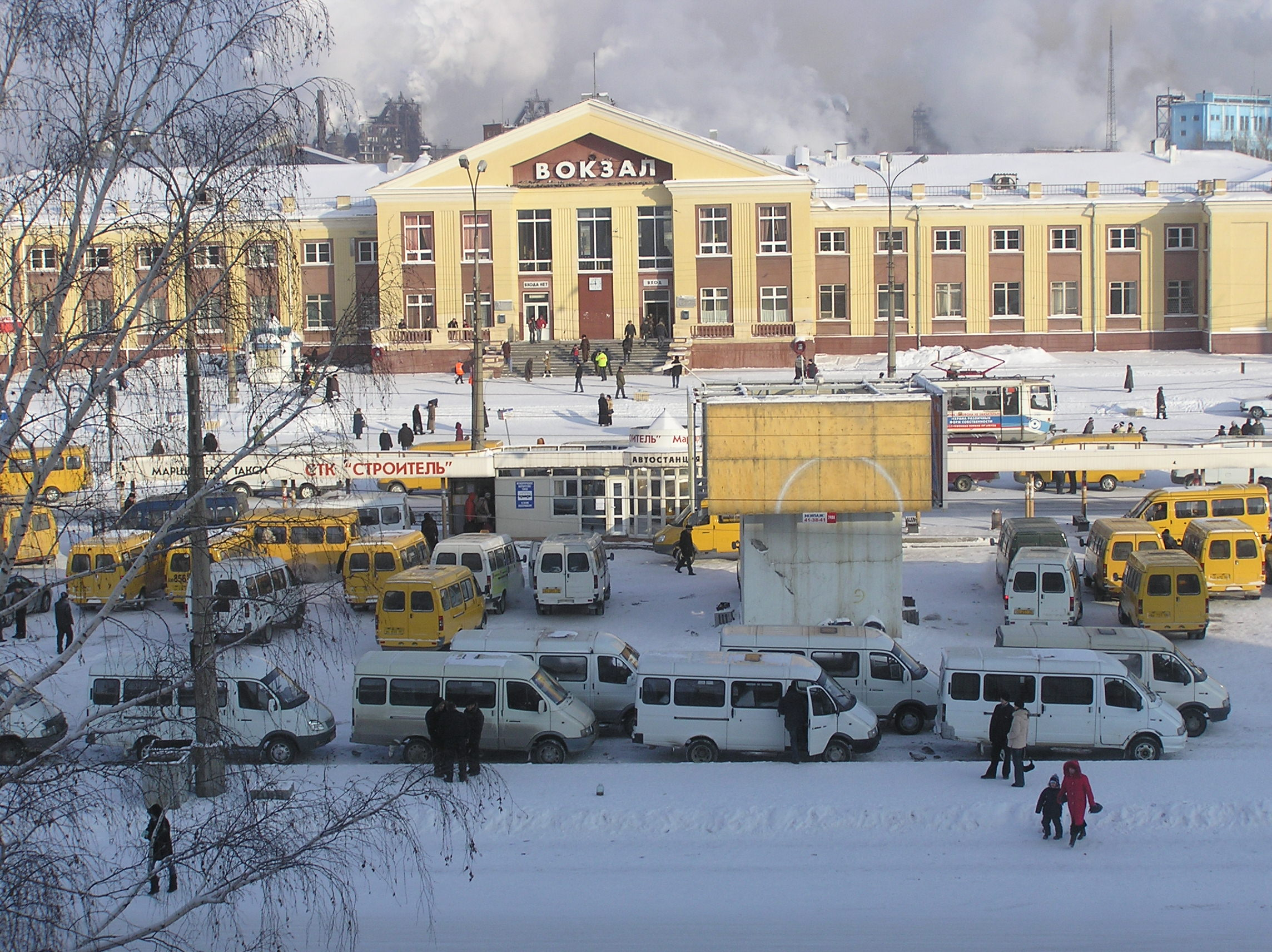
Der Bahnhof von Nischni Tagil

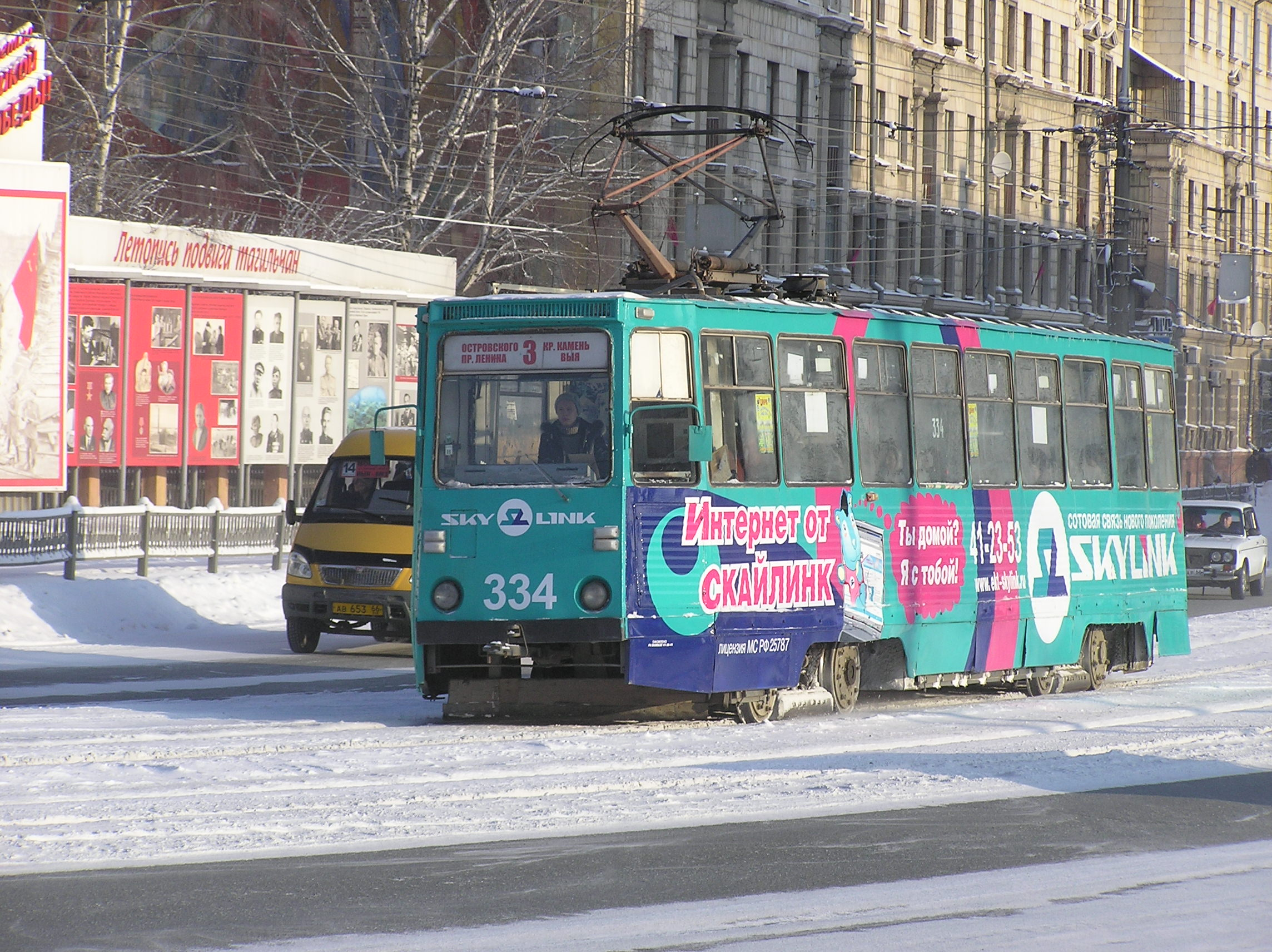
Straßenbahn in Nischni Tagil

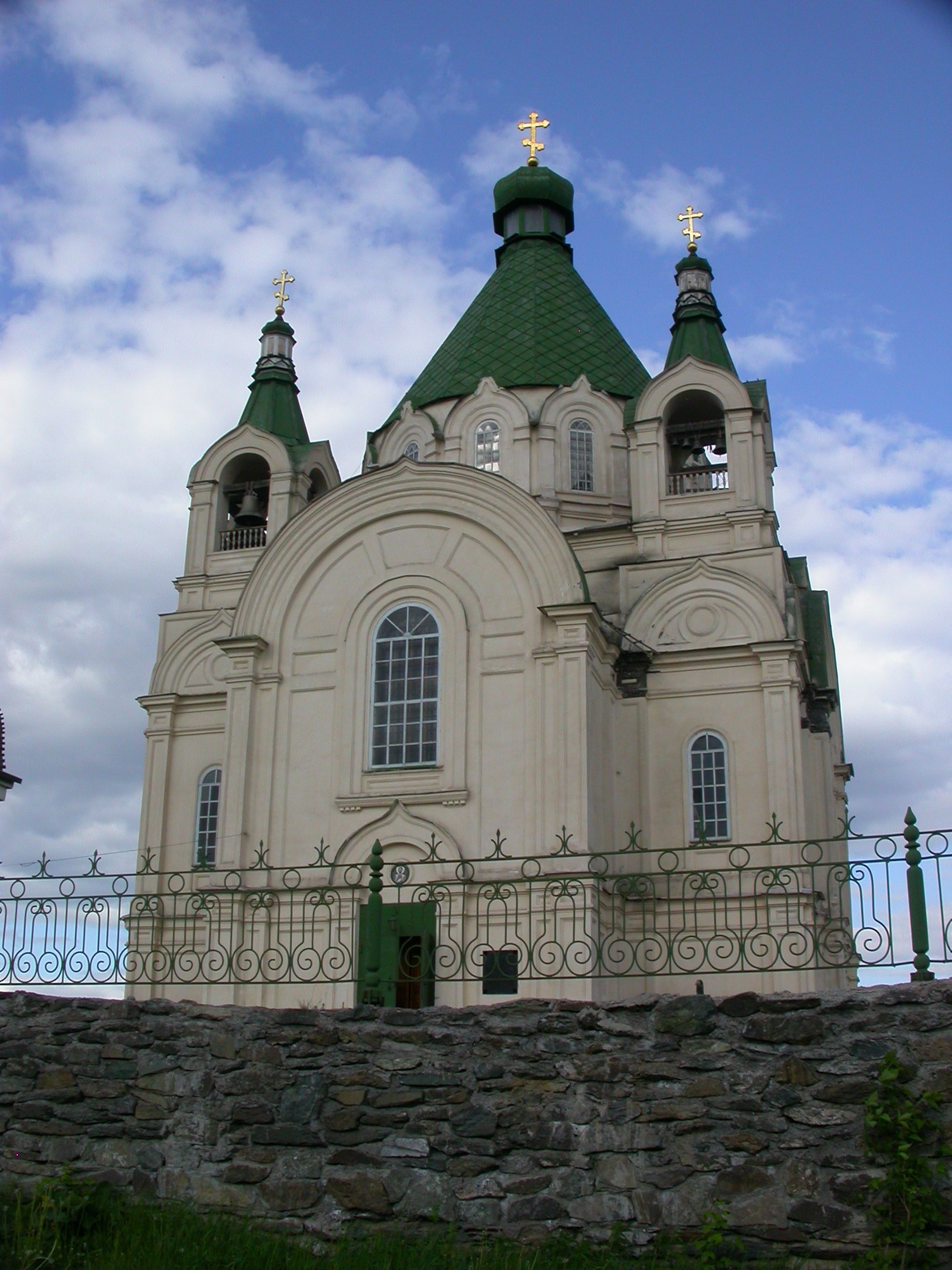
Alexander-Newski-Kathedrale

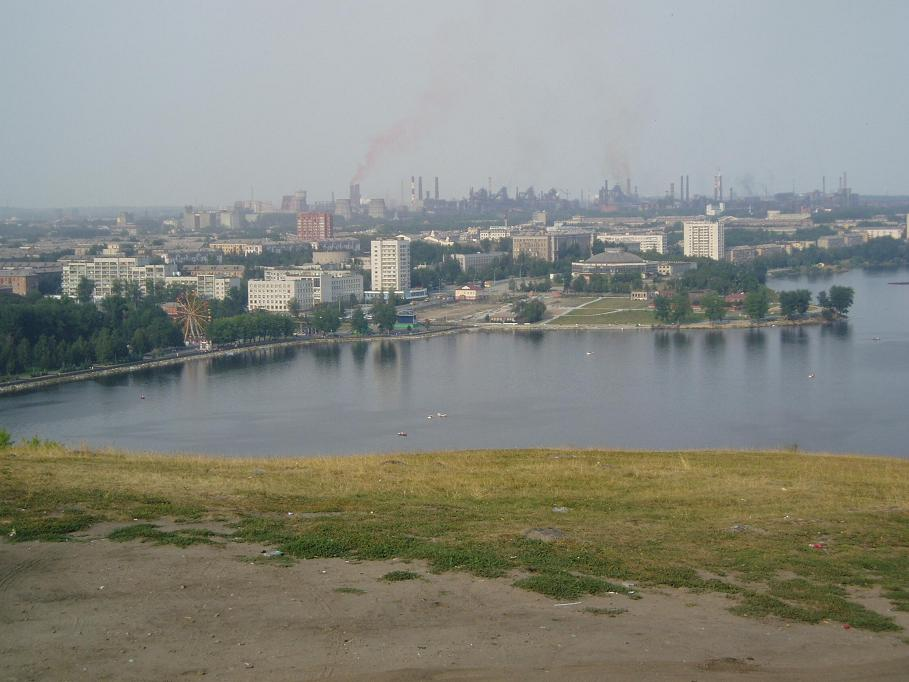
Industrie in Nischni Tagil

## Geschichte
Die Geschichte von Nischni Tagil begann 1696, als mit dem Abbau der reichen Eisenerzvorkommen in der Umgebung begonnen wurde. In der Folge wurde der Ort zu einem der frühen Zentren der russischen Industrialisierung und zu einer wichtigen Produktionsstätte von Gusseisen und Stahl. 1833 konstruierten hier die Ingenieure Jefim und Miron Tscherepanow die erste russische Dampflokomotive; sie wurden im Jahre 1956 mit einer acht Meter hohen Bronzestatue geehrt.
In der Sowjetzeit existierte in Nischni Tagil ein großes Zwangsarbeitslager innerhalb des Gulag-Systems. Das Tagil-ITL (Besserungsarbeitslager) bestand von Januar 1942 bis April 1953, seine Verwaltung befand sich in der Stadt. Die Zahl der Inhaftierten lag zeitweise bei über 43.000 Personen, die im Metallurgiekombinat von Nischni Tagil und in anderen Industriebetrieben sowie im Straßen- und Wasserbau, zur Förderung von Bodenschätzen und in der Holzgewinnung eingesetzt wurden.
Weiterhin befanden sich die beiden Kriegsgefangenenlager 153 und 245 für deutsche Kriegsgefangene des Zweiten Weltkriegs in der Stadt. Schwer Erkrankte wurden im Kriegsgefangenenhospital 2929 versorgt.

### Bevölkerungsentwicklung
| Jahr | Einwohner |
| ---- | --------- |
| 1897 | 30.000    |
| 1926 | 39.000    |
| 1939 | 159.867   |
| 1959 | 338.501   |
| 1970 | 378.410   |
| 1979 | 398.146   |
| 1989 | 439.521   |
| 1990 | 424.000   |
| 2000 | 390.900   |
| 2010 | 361.811   |
| 2020 | 349.008   |

Anmerkung: Volkszählungsdaten (bis 1926 gerundet)

## Verkehr
Die Stadt hat Anbindung an die wichtigsten Straßen- und Eisenbahnanbindungen der Umgebung. Nationale und internationale Flüge finden über den in der Nähe gelegenen Flughafen Jekaterinburg statt.

## Kultur
Nischni Tagil verfügt über ein städtisches Theater, das D. N. von Mamin-Sibirjak, ein Jugend- und Puppentheater, einen Zirkus, ein Kino- und Videozentrum, zwei Kulturpaläste sowie mehrere Museen und Bibliotheken. In der Stadt und der Umgebung gibt es viele noch erhaltene oder liebevoll restaurierte kulturhistorische Gebäude aus dem 18. und 19. Jahrhundert, die Eindrücke der damaligen Baukunst vermitteln. Daneben gibt es noch einen Nationalpark, der über die Geschichte der Eisengewinnung und -verarbeitung informiert. Die Schule Nr. 32 und das Berufsschulzentrum Ellwangen betreiben eine Schulpartnerschaft.

## Wirtschaft
Die Stadt ist bekannt durch Eisengewinnung und -verarbeitung. Die weiteren wichtigen wirtschaftlichen Zweige sind Maschinenbau, Metallverarbeitung und Chemie. Das Metallurgie-Kombinat wurde unter der Leitung der Firma Thyssen reorganisiert. Weitere am Aufbau der Stadt beteiligte deutsche Unternehmen sind die Firmen KHD Humboldt Wedag International und Erich Friedrich. 1996 begann das deutsch-russische Unternehmen Tagil-Technoterm mit der Produktion von wärmedämmenden Materialien. In der Stadt befindet sich auch das Stahlwerk NTMK mit Firmensitz.
Wichtigstes Unternehmen in Nischni Tagil ist die Maschinenbaufabrik, der weltgrößte Panzerfahrzeughersteller Uralwagonsawod. Heute ist das Unternehmen weltweit für die Produktion russischer Kampfpanzer wie dem T-72, dem meistproduzierten Panzer weltweit, dem T-90 sowie dem derzeit aktuellsten Modell T-14 bekannt.
Eine verbreitete Theorie besagt, dass das für die Freiheitsstatue verwendete Kupfer aus Nischni Tagil stammt (ähnliches behauptet aber auch der Kupfer-Bergbauort Sulitjelma in Norwegen von seinem Kupfer).

## Bildung
Neben den Gymnasien gibt es mehrere Berufsschulen, eine medizinische Fachhochschule, College der Künste (mit Musik- und Schauspielabteilungen) sowie die weltweit anerkannte Akademie für angewandte Kunst. Verschiedene weiterführende Bildungsmöglichkeiten sind
- Zweigstelle der Staatlichen Technischen Universität des Uralgebiets
- Zweigstelle des Hauptstädtischen geisteswissenschaftlichen Instituts
- Zweigstelle des Instituts für Ökonomie, Verwaltung und Recht des Uralgebiets
- Milizschule des Innenministeriums
- Staatliches Pädagogisches Institut Nischni Tagil

## Sport
Der Eishockeyverein Sputnik spielte bis 2018 in der zweithöchsten russischen Spielklasse.
In Nischni Tagil steht der Skisprungschanzenkomplex Aist, der eine Großschanze (HS134), eine Normalschanze (HS97) und zwei Kleinschanzen (K40, K10) beinhaltet.
Seit 2013 werden dort auch internationale Wettkämpfe veranstaltet.

## Städtepartnerschaften
Nischni Tagil listet folgende neun Partnerstädte auf:
| Stadt             | Land               | seit        |
| ----------------- | ------------------ | ----------- |
| Brest             | Belarus            | 1998        |
| Chattanooga       | Vereinigte Staaten | 1996        |
| Cheb              | Tschechien         | 1966 – 2022 |
| Františkovy Lázně | Tschechien         | 2007        |
| Jewpatorija       | Ukraine            | 2019        |
| Krywyj Rih        | Ukraine            | 1994        |
| Luhansk           | Ukraine            | 2022        |
| Marienbad         | Tschechien         | 2009 – 2022 |
| Nowokusnezk       | Russland           | 2005        |

1. 1 2  Tschechische Städte brechen die Beziehungen zu Nischni Tagil aufgrund einer russischen Spezialoperation auf dem Territorium der Ukraine ab. Abgerufen am 22. Januar 2023 (russisch).

## Söhne und Töchter der Stadt
- Victor Starffin (1916–1957), Baseballspieler
- Klawdija Barchatowa (1917–1990), Astronomin und Hochschullehrerin
- Gennadi Kolbin (1927–1998), Politiker
- Rosa Salichowa (* 1944), Volleyballspielerin
- Michael Aizenman (* 1945), israelisch-US-amerikanischer Physiker und Mathematiker
- Valeri Brainin (* 1948), Dichter, Musikpädagoge und Musiktheoretiker
- Wladimir Leopoldowitsch Schulz (* 1948), russischer KGB- bzw. FSB-Offizier
- Sergei Schepelew (* 1955), Eishockeyspieler
- Jelisaweta Tschernyschowa (* 1958), Hürdenläuferin
- Konstantin Novoselov (* 1974), russisch-britischer Physiker und Nobelpreisträger
- Sergei Gussew (* 1975), Eishockeyspieler
- Stanislaw Pochilko (* 1975), Skispringer
- Dmitri Forschew (* 1976), Sprinter
- Danil Chalimow (1978–2020), russisch-kasachischer Ringer
- Olesja Forschewa (* 1979), Sprinterin
- Jewgeni Muratow (* 1981), Eishockeyspieler
- Witali Sitnikow (* 1981), Eishockeyspieler
- Igor Radulow (* 1982), Eishockeyspieler
- Michail Kusnezow (* 1985), Kanute
- Dmitri Larionow (* 1985), Kanute
- Bar Paly (* 1985), israelisches Model und Schauspielerin
- Wera Slugina (* 1985), Boxerin
- Alexander Radulow (* 1986), Eishockeyspieler
- Jewgenija Schapowalowa (* 1986), Skilangläuferin
- Kirill Putilow (* 1988), Eishockeyspieler
- Marija Guschtschina (* 1989), Skilangläuferin
- Boris Kolyasnikov (* 1989), belgischer Eishockeyspieler
- Alexander Ossipow (* 1989), Eishockeyspieler
- Oleg Schatow (* 1990), Fußballspieler
- Maxim Kanunnikow (* 1991), Fußballspieler
- Kirill Djakow (* 1993), Eishockeyspieler
- Alexander Iwanow (* 1993), Geher
- Nikita Soschnikow (* 1993), Eishockeyspieler
- Wadim Schischkin (* 1995), Skispringer
- Nikolai Erpilev (* 1997), deutscher Trompeter[8]
- Arsen Adamow (* 1999), Fußballspieler
- Kristina Prokopjewa (* 2000), Skispringerin
- Alina Borodina (* 2002), Skispringerin
- Michail Purtow (* 2002), Skispringer
- Vladislav Lomko (* 2004), Autorennfahrer
- Wolodar Mursin (* 2006), Schachspieler